# Dagmar Lassander
Dagmar Lassander, née Dagmar Regine Hader le 16 juin 1943 à Prague, est une actrice allemande, ayant fait carrière en Italie.

## Biographie

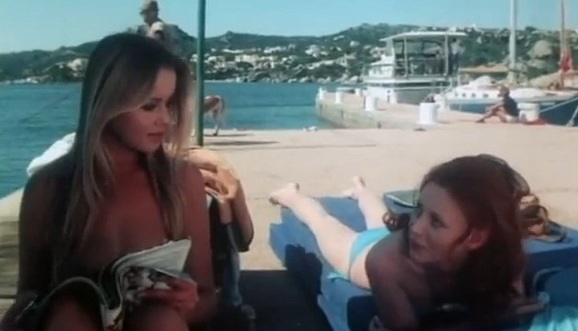
Gloria Guida et Dagmar Lassander dans une scène de Si douce, si perverse (1975).

Dagmar Regine Hader est née à Prague en 1943, alors en protectorat de Bohême-Moravie sous le Troisième Reich, d'une mère germano-chilienne et d'un père français,. Elle a commencé comme costumière à l'opéra de Berlin puis a fait des études de comédienne dans cette même ville sous la direction de Claus Holm. Elle est remarquée par Will Tremper (de) qui lui donne son premier petit rôle à 23 ans dans Quartier interdit. Après d'autres petits rôles, elle obtient son premier rôle principal à 25 ans dans le film érotique liechtensteinois Andrée ou Andréa de Hans Schott-Schöbinger.
Avec le giallo psychédélique Le Duo de la mort, elle fait une incursion dans le cinéma italien qu'elle confirmera ensuite avec Une hache pour la lune de miel de Mario Bava. Son expérience pendant le tournage a été selon elle désagréable : les producteurs ont exigé qu'elle perde 10 kg pour le rôle ; des révisions du scénario ont progressivement réduit l'importance de son personnage dans le film au profit de la vedette italienne Laura Betti, qui était d'après Lassender odieuse envers elle sur le tournage. À l'époque, Lassander ne maîtrisait que sa langue maternelle l'allemand, et parlait assez peu l'anglais et pas du tout l'italien, ce qui rendait la communication avec Bava difficile. Après le film, Lassender a gagné un procès contre le producteur Manuel Caño qui lui avait promis le rôle féminin principal.

## Filmographie
- 1966 : Quartier interdit (Sperrbezirk für kaüfliche Liebe) de Will Tremper (de)
- 1967 : Orgel und Raketen, téléfilm
- 1967 : Énigme à Central Park (de) (Der Mörderclub von Brooklyn) de Werner Jacobs
- 1968 : Straßenbekanntschaften in St. Pauli (de) de Werner Klingler
- 1968 : Andrée ou Andréa de Hans Schott-Schöbinger
- 1968 : Un quatuor dans un lit (de) (Quartett im Bett) d'Ulrich Schamoni
- 1969 : Peau sur peau (de) (Von Haut zu Haut) de Hans Schott-Schöbinger
- 1969 : Le Duo de la mort (Femina ridens) de Piero Schivazappa
- 1970 : Un caso di coscienza de Giovanni Grimaldi
- 1970 : Alibi nella luce rossa de José Gutiérrez Maesso (es)
- 1970 : Une hache pour la lune de miel (Il rosso segno della follia) de Mario Bava
- 1970 : Photo interdite d'une bourgeoise (Le foto proibite di una signora per bene) de Luciano Ercoli
- 1971 : L'Iguane à la langue de feu (L'iguana dalla lingua di fuoco) de Riccardo Freda
- 1973 : Le Conseiller (Il consigliori) d'Alberto De Martino
- 1974 : Adolescence pervertie (Adolescenza perversa) de José Bénazéraf
- 1974 : Verginità (it) de Marcello Andrei
- 1974 : Le Colonel en folie (Basta con la guerra... facciamo l'amore) d'Andrea Bianchi
- 1974 : Una donna per sette bastardi de Roberto Bianchi Montero
- 1974 : La Môme Pissenlit (Pusteblume) d'Adrian Hoven
- 1975 : La Vénus du Pirée (Il torcinaso - Quando il sangue diventa bollente) de Giancarlo Romitelli
- 1975 : Il vizio ha le calze nere de Tano Cimarosa
- 1975 : L'Étalon (Lo stallone) de Tiziano Longo
- 1975 : Si douce, si perverse (Peccati di gioventù) de Silvio Amadio
- 1976 : Pudeurs à l'italienne (Il comune senso del pudore) d'Alberto Sordi
- 1976 : Le Sous-marin de la mort (it) (Sfida sul fondo) de Melchiade Coletti (it)
- 1976 : Puttana galera! de Gianfranco Piccioli
- 1976 : La louve se déchaîne (La lupa mannara) de Rino Di Silvestro
- 1976 : La Prof et les Farceurs de l'école mixte (Classe mista) de Mariano Laurenti
- 1976 : Gli amici di Nick Hezard de Fernando Di Leo
- 1976 : Black Emmanuelle 2 (it) (Emanuelle nera nº 2) de Bitto Albertini
- 1976 : Brigade antiracket (Ritornano quelli della calibro 38) de Giuseppe Vari
- 1976 : Le Corsaire noir (Il corsaro nero) de Sergio Sollima
- 1978 : Les mouettes volent bas (I gabbiani volano basso) de Giorgio Cristallini
- 1978 : Pied plat en Afrique (Piedone l'africano) de Steno
- 1980 : Sucre, Miel et Piment (Zucchero, miele e peperoncino) de Sergio Martino
- 1981 : La Maison près du cimetière (Quella villa accanto al cimitero) de Lucio Fulci
- 1981 : Le Chat noir (Il gatto nero) de Lucio Fulci
- 1982 : S.A.S. à San Salvador (S.A.S. Malko - Im Auftrag des Pentagon) de Raoul Coutard
- 1984 : Crime en Formule 1 (Delitto in formula Uno) de Bruno Corbucci
- 1984 : Le Monstre de l'océan rouge (Shark - Rosso nell'oceano) de Lamberto Bava
- 1985 : La piovra 2 (it), feuilleton de Florestano Vancini
- 1985 : La Femme pervertie (Il piacere) de Joe D'Amato
- 1985 : Das Wunder d'Eckhart Schmidt (it)
- 1987 : La Famille (La famiglia) d'Ettore Scola
- 1988 : Topo Galileo de Francesco Laudadio
- 1989 : Passi d'amore (it), feuilleton de Sergio Sollima
- 1994 : Alles Glück dieser Erde, feuilleton de Michael Meyer
- 2016 : Tommaso de Kim Rossi Stuart
- 2018 : Due piccoli italiani (it) de Paolo Sassanelli